# Sorbus crenata
Sorbus crenata är en tvåhjärtbladig växtart som först beskrevs av John Forbes Royle, och fick sitt nu gällande namn av Sebastian Schauer. Sorbus crenata ingår i släktet oxlar och familjen rosväxter. Inga underarter finns listade i Catalogue of Life.